# BC1
BC1 est une sculpture en acier de Ben Jakober. Elle fait partie des œuvres d'art exposée à la Défense, quartier d'affaires de l'ouest parisien.

## Description
Constituée d'un ensemble de tubes de fer, la sculpture évoque un casque de football américain.

## Historique
L'œuvre est installée en 1989.